# Austrolimnophila amatrix
Austrolimnophila amatrix är en tvåvingeart som beskrevs av Alexander 1960. Austrolimnophila amatrix ingår i släktet Austrolimnophila och familjen småharkrankar. Inga underarter finns listade i Catalogue of Life.